# Pământul sfărâmat
Pământul sfărâmat (Broken Earth) este o serie de romane de ficțiune speculativă ale scriitoarei americane N. K. Jemisin. Romanele au câștigat trei premii Hugo, dar și câte un Locus și Nebula pentru ultimul roman.

## Lista romanelor
Seria este formată din romanele fantastice:
- The Fifth Season (august 2015)
  - Al cincilea anotimp, Editura Paladin, noiembrie 2017, traducere Laura Ciobanu
- The Obelisk Gate (august 2016) 
  - Poarta obeliscului, Editura Paladin, octombrie 2018, traducere Laura Ciobanu
- The Stone Sky (august 2017)
  - Cerul de piatră, Editura Paladin, aprilie 2020, traducere Laura Ciobanu

## Premii
În 2016, romanul său Al cincilea anotimp a primit premiul Hugo pentru cel mai bun roman. Continuarea sa, romanul Poarta obeliscului, a devenit câștigătorul premiului Hugo pentru cel mai bun roman în 2017. Al treilea roman The Stone Sky - a primit în 2018 toate cele trei premii principale pentru autori de lucrări de ficțiune științifică: Locus, Nebula și Hugo.

## Cadru
Seria are loc pe o planetă cu un singur supercontinent denumit ironic Stillness - Neclintirea. Supercontinentul este în permanență devastat și rupt de cataclisme geologice și la fiecare câteva sute de ani, apare un eveniment suficient de sever pentru a aduce o nouă iarnă vulcanică globală, denumită al cincilea anotimp. La fiecare câteva secole, locuitorii săi suportă ceea ce ei numesc „al cincilea anotimp” marcat de schimbări climatice catastrofale. Al Cincilea Anotimp este o iarnă prelungită – cu o durată de cel puțin șase luni, declanșată de activitatea seismică sau de alte alterări la scară largă ale mediului. Un  „comm” este un oraș-stat sau orice așezare omenească de pe acest supercontinent.
Societatea este împărțită în mai multe caste, rase și specii. 
- Orogenii: Oameni cu capacitatea de a controla energia, în special cea a solului (direct) și temperatura (indirect). Ei pot provoca și preveni cutremure, iar atunci când sunt mâniați pot ucide neintenționat lucruri vii în „torul” lor sau zona de influență, prin furtul căldurii din corpul lor pentru a o utiliza ca energie pentru a manipula solul. Când se întâmplă acest lucru, în jurul lor apare un cerc vizibil de îngheț, iar lucrurile vii pot fi înghețate. Sunt foarte urâți și temuți, iar mulți sunt uciși de mafioții din orașele mici, când puterile lor sunt descoperite în copilărie. Dacă nu sunt uciși de familie sau comunitate, aceștia sunt dați unui tutore, pentru a fi instruiți într-o locație numită Fulcrum în interiorul orașului capitală Yumenes. Orogenii instruiți în Fulcrum sunt marcați de uniformele lor negre și sunt tolerați puțin mai bine decât orogenii neantrenați, prin faptul că nu sunt uciși la fel de des. Ei poartă inele pe degete pentru a le indica rangul, zece inele fiind cel mai înalt rang. Nodul „rogga” este folosit împotriva orogenilor, care, de asemenea, numesc pe non-orogeni „odihniți”.
- Gardieni: Războinici, vânători și asasini însărcinați cu controlul orogenilor prin durere și antrenament sau, alternativ, prin execuție. Sunt ordinea care supraveghează Fulcrumul. Despre ordinul lor se zvonește că a existat dinaintea Epicentrului. [4]
- Geomest (geomești): academicienii care studiază „geomestria”, care pare a fi o disciplină unică pe Stillness - Neclintire, combinând studiul geologiei cu chimia și alte științe fizice.
- Commless - Comleși: Oameni fără protecția unei așezări sau „com”, fie prin alegere, fie datorită expulzării din comm.
- Mâncători de piatră: ființe mișcătoare asemănătoare sculpturii.
- Sanzed Equatorial Affiliation - Afiliația Ecuatorială Sanze: Imperiul conducător. Națiunea este cunoscută formal sub denumirea de Old Sanze. Sanzed: Membru al rasei sanze.
- Ecuatorii: Oameni care trăiesc în orașele din regiunea ecuatorială mai stabile și mai bogate, precum Yumenes și Dibars.
- Midlatters: Oameni din zonele de nord (Nomidlats - Arctici) sau de sud (Somidlats - Antarctici) adiacente zonei ecuatorului. Multirasali.
- Bastarzi- Persoane născute în afara unei uzcaste, lucru posibil pentru băieții ai căror tați nu sunt cunoscuți. Cei care se disting pot obține permisiunea de a adopta o uzcastă și com-numele mamei lor.

Uz-caste: 
- Strongbacks- Spinări Late: o uz-castă muncitoare. Excesul de Strongbacks sunt goniți din coms în timpul anotimpurilor.
- Resistants - Rezistenți: o casă de oameni care se crede rezistentă la boli sau foamete. Ei au grijă de bolnavi, curăță latrine și îndeplinesc alte sarcini legate de sănătate și igienă.  Una dintre cele șapte uzcaste comune.
- Breeders - Prăsitori, Creșă: casta atribuită pentru a menține stabilă populația. Ei înșiși produc copii sau autorizează membrii comm cu trăsături dorite să aibă copii. Copiii neautorizați produși în timpul unui anotimp nu li se acordă o parte din magazinele comm și, prin urmare, pot muri de foame.
- Inovatori: o uz-castă de inventatori / intelectuali. Ingineri, medici și alte meserii de rezolvare a problemelor.
- Conducerea: o castă de oameni instruiți să conducă comm sau alte organizații importante. cineva poate fi adus în conducere împotriva voinței lor, dacă comm are o nevoie suficientă.

## Narațiune
Seria Pământul sfărâmat folosește mai multe stiluri diferite de narațiune. Cea mai remarcată este utilizarea unor capitole la persoana a doua. În cele din urmă este dezvăluit că naratorul cărților este Hoa. În The Stone Sky, Hoa povestește porțiuni ale cărții puse în trecut la persoana I și porțiuni setate în prezent la persoana a doua (din perspectiva lui Essun) și la persoana a treia (din perspectiva lui Nassun). Jemisin a afirmat că nu este sigură ce a determinat-o să încerce să scrie capitolele lui Essun din punctul de vedere al persoanei a doua, dar că a încercat o disociere a ei de restul.